# Introversion Software
Introversion Software är ett brittiskt spelföretag. De har skapat spelen Uplink, Defcon, Darwinia, onlinespelet Multiwinia som utspelar sig i samma värld som Darwinia, och Prison Architect.